# Woimbey
Woimbey je francouzská obec v departementu Meuse v regionu Grand Est. Žije zde 130 obyvatel.

## Geografie
Po severovýchodním okraji území obce protéká řeka Máza (Meuse).

### Sousední obce
| Růžice kompasu | Bouquemont  | Troyon    |                   | Růžice kompasu |
| Růžice kompasu | Thillombois | Sever     | Lacroix-sur-Meuse | Růžice kompasu |
| Růžice kompasu | Thillombois | Woimbey   | Lacroix-sur-Meuse | Růžice kompasu |
| Růžice kompasu | Thillombois | Jih       | Lacroix-sur-Meuse | Růžice kompasu |
| Růžice kompasu |             | Lahaymeix | Bannoncourt       | Růžice kompasu |